# Jules-Henri Brésil
Pour les articles homonymes, voir Brésil.
Jules-Henri Brésil, né à Paris le 8 mai 1818 et mort à Bois-Colombes le 22 octobre 1899, est un écrivain, dramaturge et comédien français.
Il est le grand-père de l'actrice Marguerite Brésil (1880-1961).

## Biographie
Élève de Provost au Conservatoire, il débute à La Gaîté. Il se fait connaître en Belgique et à La Nouvelle-Orléans avant de revenir en France en 1858 où nombre de ses pièces sont représentées sur les théâtres les plus célèbres (Ambigu-Comique, Ambigu, Théâtre-Lyrique, Bouffes-Parisiens etc.). En parallèle, il est acteur dans diverses pièces comme Mauprat de George Sand (Odéon-Théâtre de l'Europe, 28 novembre 1853), La moresque de Gabriel Hugelmann (Théâtre de la Porte Saint-Martin, 12 février 1858), La dame de Monsoreau d'Alexandre Dumas (Théâtre de l'Ambigu, 19 novembre 1860), Mathilde ou Les mémoires d'une jeune femme de Félix Pyat et Eugène Sue (Théâtre de la Porte Saint-Martin, 1868), Lucrèce Borgia de Victor Hugo (Théâtre de la Porte-Saint-Martin, 2 mars 1870),
Il est le librettiste des opéras Si j'étais roi (1852) (musique d'Adolphe Adam) et  Le tribut de Zamora (1881) (musique de Charles Gounod) d'Adolphe d'Ennery.
Le 20 juin 1848, il épouse la chanteuse Lucile Henriette Mondutaigny.

## Œuvres
- Une mauvaise plaisanterie (vaudeville en 1 acte), avec Adolphe Guénée, 1839
- La Dernière Heure d'un condamné (monologue en vers), 1842
- Constant-la-Girouette (comédie-vaudeville en 1 acte), avec Eugène Grangé, 1845
- Si j'étais roi ! (opéra-comique en 3 actes), avec Adolphe d'Ennery, 1852
- Les Œuvres du démon (mélodrame en 5 actes), 1853
- Vénus au moulin d'Ampiphros (tableau bouffon et mythologique en 1 acte), musique de Paul Destribaud, 1856
- La Parade (opérette), musique d'Émile Jonas, 1856
- Les Orphelines de la charité (drame en 5 actes), avec Adolphe d'Ennery, 1857
- Le Martyre du cœur (drame en 5 actes en prose), avec Victor Séjour, 1859
- Quittons Nuremberg (opérette en 1 acte), 1860
- L'Escamoteur (drame en 5 actes), avec Adolphe d'Ennery, 1860
- L'Ondine, 1860
- Silvio-Silvia (opéra-comique en 1 acte), musique de Paul Destribaud, 1861
- Les Orléanais (drame), musique d'Eugène Prévost
- La Mandragore, musique de Henry Litolff, 1876
- Diana (drame en 5 actes), 1880
- La Couronne des reines ! (Mélodie, paroles de d'Ennery et Brésil), musique de Gounod, 1885
- L'Escadron volant de la reine, avec Adolphe d'Ennery, musique de Litolff, 1888
- Aubade à la fiancée (poésie de A. Dennery et J. Brésil), musique de Charles Gounod, 1889